# Seseli articulatum
Seseli articulatum är en flockblommig växtart som beskrevs av Heinrich Johann Nepomuk von Crantz. Seseli articulatum ingår i släktet säfferötter, och familjen flockblommiga växter. Inga underarter finns listade i Catalogue of Life.